# Портрет Виллема Хейтхейссена
Портрет Виллема Хейтхейссена — картина голландского художника Франса Халса (1580/1585—1666), основоположника голландской реалистической школы.

## Историческая обстановка
Пафос портрета заключён в своеобразном самоутверждении модели, что вызывает у художника двойственное к ней отношение. Тема активного самоутверждения личности была вообще одной из ведущих в творчестве Халса. Она имеет глубоко исторические корни, возникнув в результате становления развитого национального и социального самосознания не только голландского бюргерства, но и всего голландского народа, одержавшего победу над сильнейшим противником в лице Испании, долго владевшей Нидерландами и причинившей неисчислимые бедствия и страдания стране. Чувство законной гордости новых хозяев страны, сломивших власть дворян и ныне получивших её не по праву наследования, а благодаря личным способностям и достоинствам, Халс подметил одним из первых и неоднократно воплощал во многих портретных образах в двадцатые и тридцатые годы.

## Парадный портрет
«Портрет Виллема Хейтхейссена» поступил в «Старую пинакотеку» из собрания герцога Лихтенштейнского. Он выполнен по типу парадного аристократического портрета в духе ван Дейка и, несомненно, в чём-то пародирует его композицию. Изображение в полный рост, горделивая осанка, взгляд сверху вниз на зрителя из-под полуприкрытых век, упор одной руки в бедро и выставленная вперёд шпага в другой — все эти элементы подсмотрены Халсом. Однако ж все они в чём-то малом шаржированы: нескладна постановка фигуры, локоть слишком выпячен, далеко отставлена шпага, складки декоративного занавеса падают без должного благородного эффекта. Кажется, что всё с чужого плеча — антураж дисгармонирует с фигурой «мещанина во дворянстве».

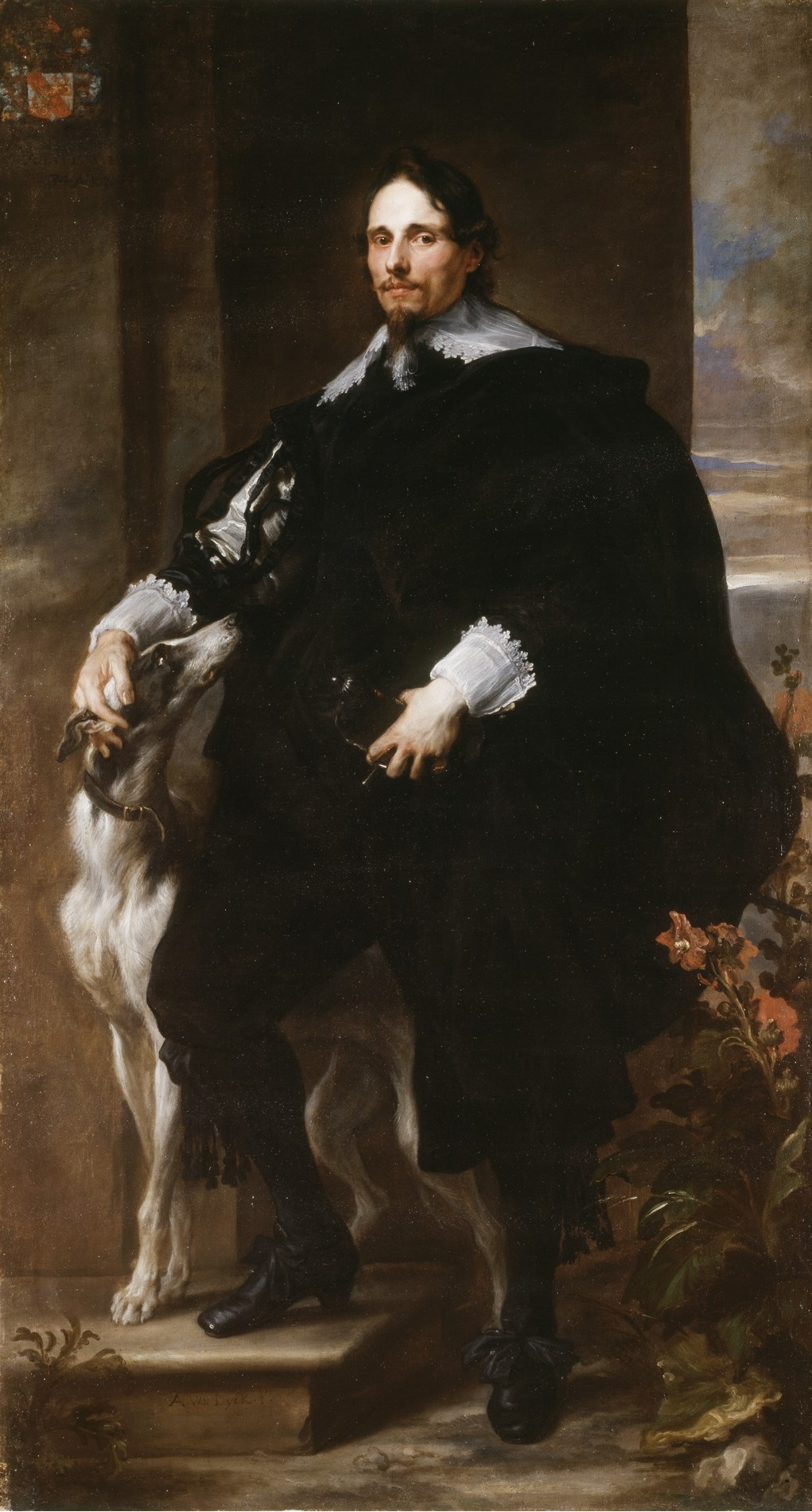
Антонис ван Дейк. Портрет Филиппа Ле Ро. 1630. Собрание Уоллеса. Лондон
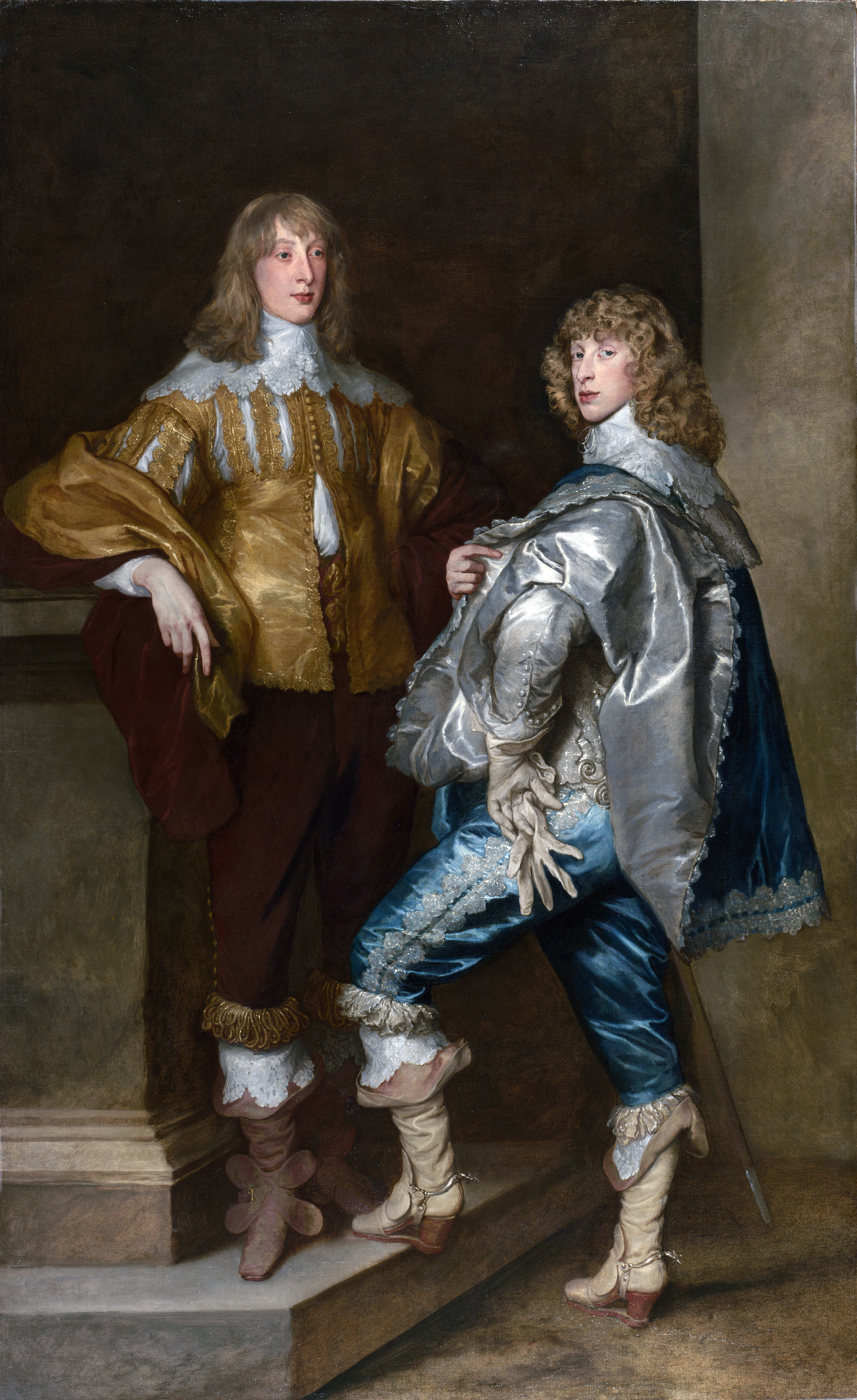
Антонис ван Дейк. Лорд Джон Стюарт и лорд Бернард Стюарт. Ок. 1638. Национальная галерея. Лондон

## Мещанин во дворянстве
Халс выразил претензии приобретших власть бюргеров с не меньшей горечью и иронией, чем его современник Мольер. Более всего заказчика выдаёт лицо, на котором нельзя прочесть ничего, кроме ограниченности ума и слабости характера. Изображённый был торговцем зерном в Харлеме, богатый выскочка, объездивший пол-Европы по своим делам и в подражание знатным обзаведшийся роскошным домом. Он одет по новой моде: шпага аттестует его скорее как офицера, нежели коммерсанта. В те времена ещё продолжалась война с Испанией, и каждый бюргер был готов защищаться с оружием в руках. Однако в этом жесте Халс увидел не проявление храбрости, а пустую браваду. У ног его героя розы, символ «Vanitas» (суеты сует), — намёк на быстропроходящее цветение жизни.

## Наследие
Картина послужила источником вдохновения для многих, не только для поэзии Адриана Лоосьеса. Юдит Лейстер сделала копию картины, но заменила рапиру на трость. В каталоге международной выставки Франса Халса 1989 года Сеймур Слайв утверждал, что ранее она была неправильно датирована 1635 годом, но на самом деле была написана 10 годами ранее.